# Трубецкой, Юрий Петрович
Князь Ю́рий Петро́вич Трубецко́й (пол. Jerzy Trubecki; около 1643 — 12 июля 1679) — русский боярин и киевский воевода. От него произошли все князья Трубецкие в Российской империи.

## Биография
Уроженец Речи Посполитой, сын Петра Юрьевича Трубецкого и Елизаветы (Эльжбеты) Ивановны Друцкой-Соколинской. В 1654 году русские войска вернули северские земли, лишив польских Трубецких вновь обретённых было родовых владений пожалованных польским королём. В таких условиях боярин Алексей Никитич вывез внучатого племянника Юрия в Россию в 1657 году, где тот принял православие.
Приняв православие, стал в 1660 году стольником. Упомянут в мае 1660 года девятнадцатым чашником во время отпуска в Грановитой палате грузинского царевича Николая. В январе 1661 года подавал вина за государевым столом в Золотой палате. В мае этого же года был головою первой сотни стольников при встречи цесарских послов, стоял за Земляным городом. В 1662—1663 годах упоминается стольником на различных мероприятиях. В 1673 году получил боярский чин от царя Алексея Михайловича. В 1673 году воевода в Киеве. В 1676 году держал скипетр на коронации Фёдора Алексеевича, при его помазании и причащении.
Умер в 1679 году. Погребён в Троице-Сергиевом монастыре под Троицким собором.

## Семья
Жена: Ирина Васильевна Голицына (ум. 12 июня 1679) — сестра князя Василия Васильевича Голицына. 
Дети:
- Иван Юрьевич — последний в русской истории боярин.
- Юрий Юрьевич — отец фельдмаршала Никиты Юрьевича Трубецкого.
- Мария Юрьевна — жена Василия Лукича Долгорукова[3].